# Route départementale 1bis (Haut-Rhin)
Pour les articles homonymes, voir Route départementale 1.
La route départementale 1BIS (ou D1BIS, RD1BIS ou encore D1B) est une route départementale du Haut-Rhin. Elle relie Neuf-Brisach au Bas-Rhin, en passant par Niederhergheim et par l'ouest de Colmar. Une partie de son tracé couvre la Route des vins d'Alsace.